# Роберт Люкінг
Роберт Люкінг (нім. Robert Lücking; Ульм, Баден-Вюртемберг, ФРН) — німецький міколог, ліхенолог.

## Життєпис
Народився в Ульмі в родині інженера з електроніки, Вернера Люкінга і хіміко-технічного асистента Росвіти Лайкінг. З 1971 до 1975 навчався в початкових школах у Леррасі та Вері. У 1984 закінчив середню школу Бад-Зеккінгена, отримавши близький до найкращого бал на випускних іспитах. У 1984 році поступив до Ульмського університету, закінчивши його 1990 року з найкращим балом на випускних іспитах. Під час навчання, у 1987—1988 рр., за програмою IAS DAAD проводив однорічні дослідження з тропічної біології в Університеті Коста-Рики. У 1990 році з найкрращим балом захистив дипломну роботу «Таксономія та біогеографія листяних лишайників Коста-Рики, Центральна Америка» під керівництвом професора С. Вінклера. У 1991 — 19921 проходив габілітацію (ботаніка) в Байройтському університеті. У 1994 році здобув ступінь доктора філософії, захистивши дисетрацію «Листяні лишайники та їх вибір мікроселищ в тропічному дощовому лісі в Коста-Риці», під керівництвом професорів С. Вінклера та Г. Готтсбергера (премія за видатну докторську дисертацію з біології Університету Ульма.).

## Дослідження
Роберт Люкінг досліджує лишайники у багатьох країнах, зокрема:
- 1991—1992: 18-місячне перебування в Коста-Риці (польові роботи з докторської дисертації).
- 1991 рік: 3-тижневе перебування в Гватемалі (колекційна поїздка).
- 1991—1992: 1 тиждень перебування в Панамі в Смітсонівському інституті (науковий обмін).
- 1994: 4-тижневе перебування в Коста-Риці (польові роботи з докторської дисертації).
- 1995: тритижневе перебування у Французькій Гвіані та Бразилії (розвідувальна поїздка за проєктом COPAS).
- 1995—1996: 4-тижневе перебування у Венесуелі (колекційна поїздка).
- 1996: 4-тижневе перебування в Гаяні (колекційна поїздка, запрошена Смітсонівською установою).
- 1996: 4-тижневе перебування в Еквадорі (колекційна поїздка).
- 1996: 3-тижневе перебування Ресіфі, Бразилія (перегляд гербарію).
- 1996: 1 тижневе перебування в Уппсалі, Швеція (гербарійний перегляд).
- 1997: 7-місячне перебування в Коста-Риці (польові роботи для докторантури).
- 1998: тримісячне перебування в Ресіфі, Бразилія (короткостроковий професор).
- 1999: 3-тижневе перебування в Коста-Риці (польові роботи для проєкту з абілітації).
- 1999: 2-місячне перебування в Чикаго, США (молекулярні дослідження та перегляд гербарію).
- 2000: 5-тижневе перебування в Бразилії (польові роботи).
- 2001: тритижневе перебування в Мексиці (спільний проєкт з UNAM).
- 2001 р.: триденне перебування в Бразилії та Чилі (польові роботи).
- 2002: 5-тижневе перебування в Мексиці (спільний проєкт з UNAM).
- 2002: 5-тижневе перебування в Коста-Риці (польові роботи для спонсорованої NSF інвентаризації лишайників).
- 2003 рік: тритижневе перебування в Мексиці (спільний проєкт з UNAM).
- 2003 рік: 6-тижневе перебування в Коста-Риці (польові роботи для спонсорованої NSF інвентаризації лишайників).

## Наукові проєкти
- 1994—1998 рр..: участь у проєкті «Міждисциплінарні підходи тропічних лісів до розуміння функціонального різноманіття маловідомого середовища».
- 1995—1997 рр..: післядокторський проєкт «Неотропічні фолікольні лишайники: систематика, біогеографія, різноманітність, екологія та програми» (за підтримки DFG та Ульмського університету).
- 1998: короткотерміновий професор у Федеральному університеті Пернамбуку в Ресіфі, Бразилія, курси ліхенології (ідентифікація та біологія тропічних лишайників) та біологічної статистики (застосування статистичних тестів та багатовимірних методик до біологічних даних).
- 1998—2001 рр..: проєкт хабілітації «Філогенез родини лишайників Gomphillaceae та Asterothyriaceae» (за підтримки DFG; Університет Байройта).
- 2001—2003 рр..: куратор-ад'юнкт (лишайники) в Польовому природному музеї, Чикаго.
- З 2003 року: керівник наукових колекцій (мікологія) в Польовому музеї природознавства, Чикаго.
- Відновлення та оцифрування колекції мохоподібних родин Jan-Peter Frahm (120 000 записів).

• Інтеграція бази даних LICHCOL у платформу Virtual Herbaria JAQC (175 000 записів).